# Fairchildite
La fairchildite è un minerale.